# 杏叶柯附丝壳
杏叶柯附丝壳（学名：Appendiculella castanopsifoliae）是属于小煤炱目小煤炱科附丝壳属的一种真菌，寄生在柯属植物上。该种分布于台湾。